# Goriča vas
Goriča vas je deloma gručasto, deloma obcestno naselje v Občini Ribnica. Leži na ravnini v osrednjem delu Ribniškega polja, večinoma na levem bregu ponikalnice Bistrice, ki teče južno od vasi, ponikne v več rup.
Na vzhodu naselje obdajajo njive, ki prehajajo v vrtačast svet, proti zahodu so mokrotni travniki »Mlake«. Ob glavni cesti Škofljica–Kočevje je več novih hiš, številne starejše v jedru vasi pa so prenovljene.
Barokizirana cerkev imena Marijinega je dobila sedanjo podobo leta 1898. V vasi stoji tudi kapela s kipom brezmadežne, postavljena leta 1938.
V vasi deluje pustno društvo, ki organizira pustni karneval v Ribnici.
V novejšem času pa je znana predvsem po novi vsestranski progi za ekstremno kolesarstvo imenovana tudi Hrenova proga v spomin na tega velikega športnika.
Naselje se prvič omenja leta 1241.